# Сен-Флоран
Сен-Флоран (фр. Saint-Florent, корс. San Fiurenzu) — коммуна во Франции, находится в регионе Корсика. Департамент коммуны — Верхняя Корсика. Входит в состав кантона Ла-Конка-д’Оро. Округ коммуны — Бастия.
Код INSEE коммуны — 2B298.

## Население
Население коммуны на 2008 год составляло 1636 человек.
| 1774 | 1911 | 1962 | 1968 | 1975 | 1982 | 1990 | 1999 | 2008 |
| ---- | ---- | ---- | ---- | ---- | ---- | ---- | ---- | ---- |
| 350  | 720  | 611  | 805  | 1065 | 1217 | 1350 | 1474 | 1636 |

## Экономика
В 2007 году среди 1040 человек в трудоспособном возрасте (15—64 лет) 667 были экономически активными, 373 — неактивными (показатель активности — 64,1 %, в 1999 году было 60,5 %). Из 667 активных работали 556 человек (308 мужчин и 248 женщин), безработных было 111 (44 мужчины и 67 женщин). Среди 373 неактивных 87 человек были учениками или студентами, 100 — пенсионерами, 186 были неактивными по другим причинам.

## Фотогалерея

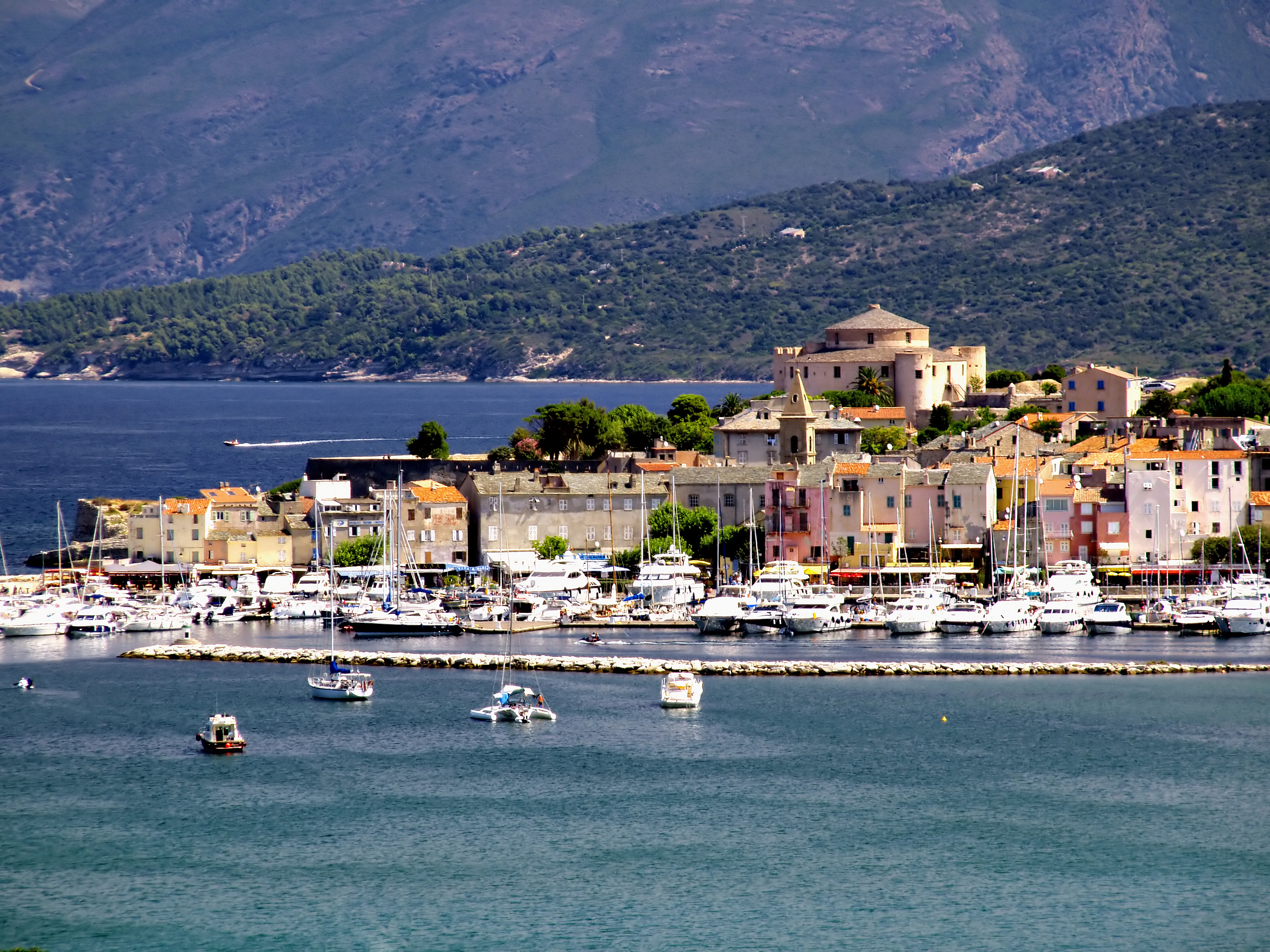
Сен-Флоран
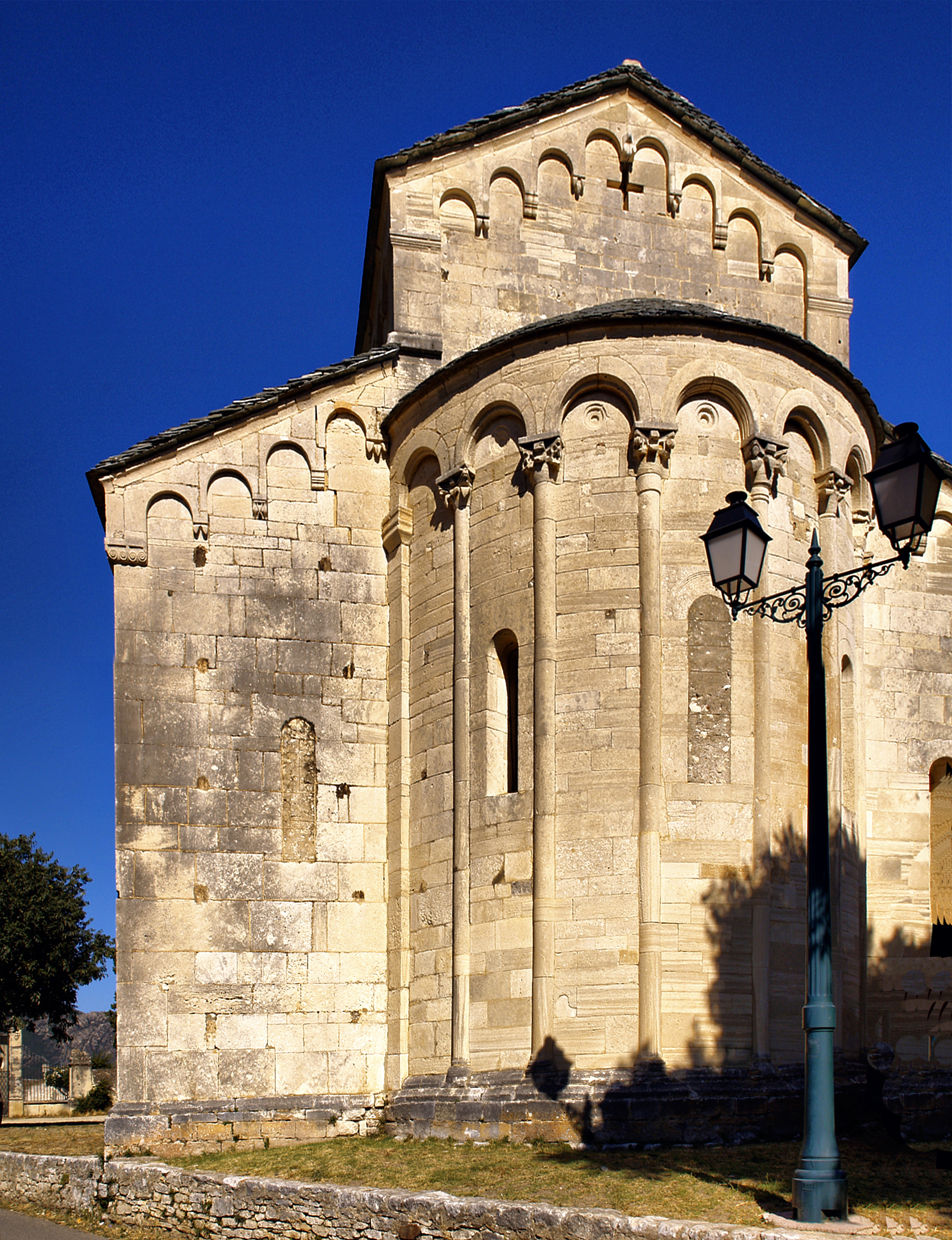
Собор
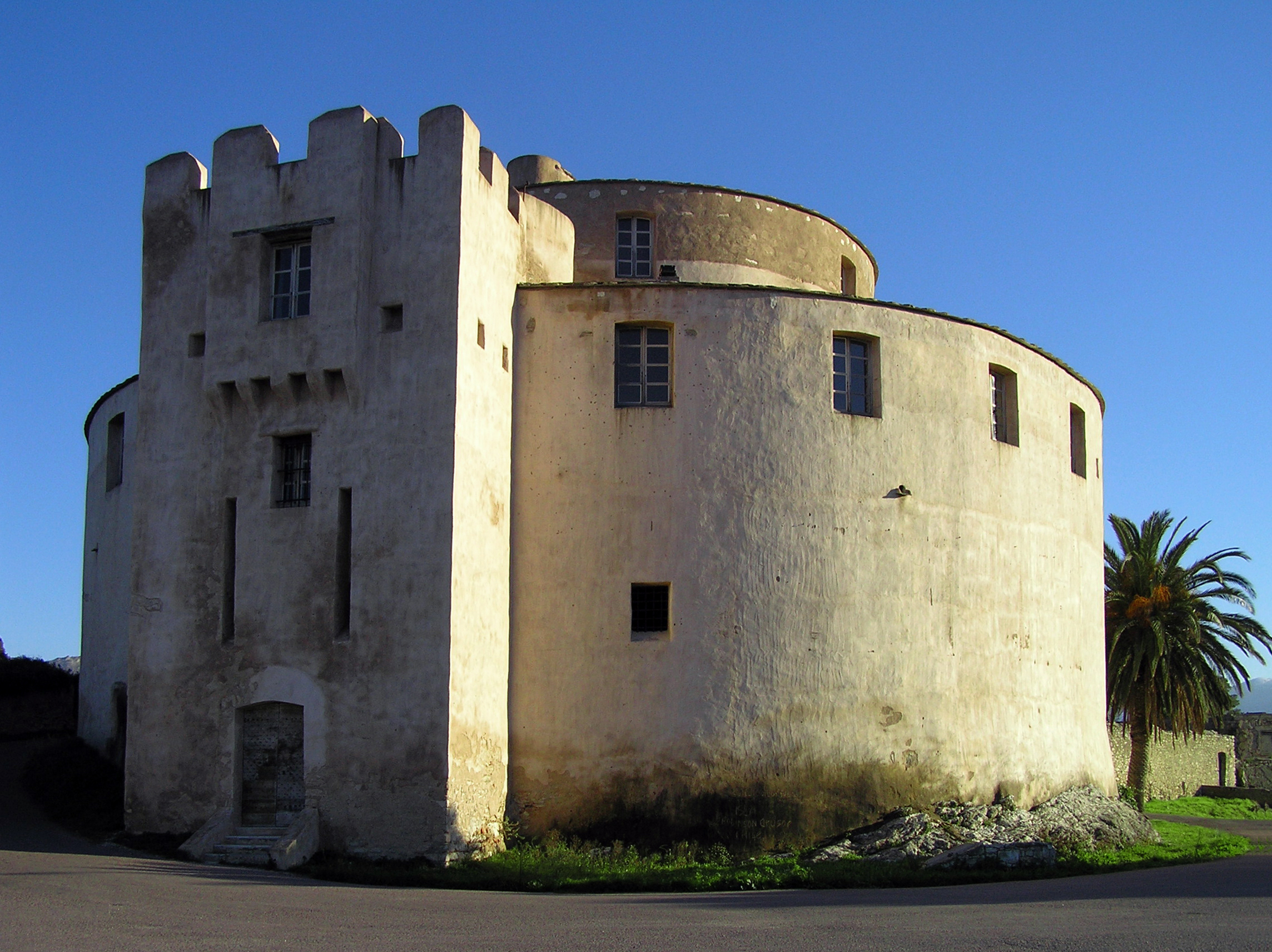
Цитадель
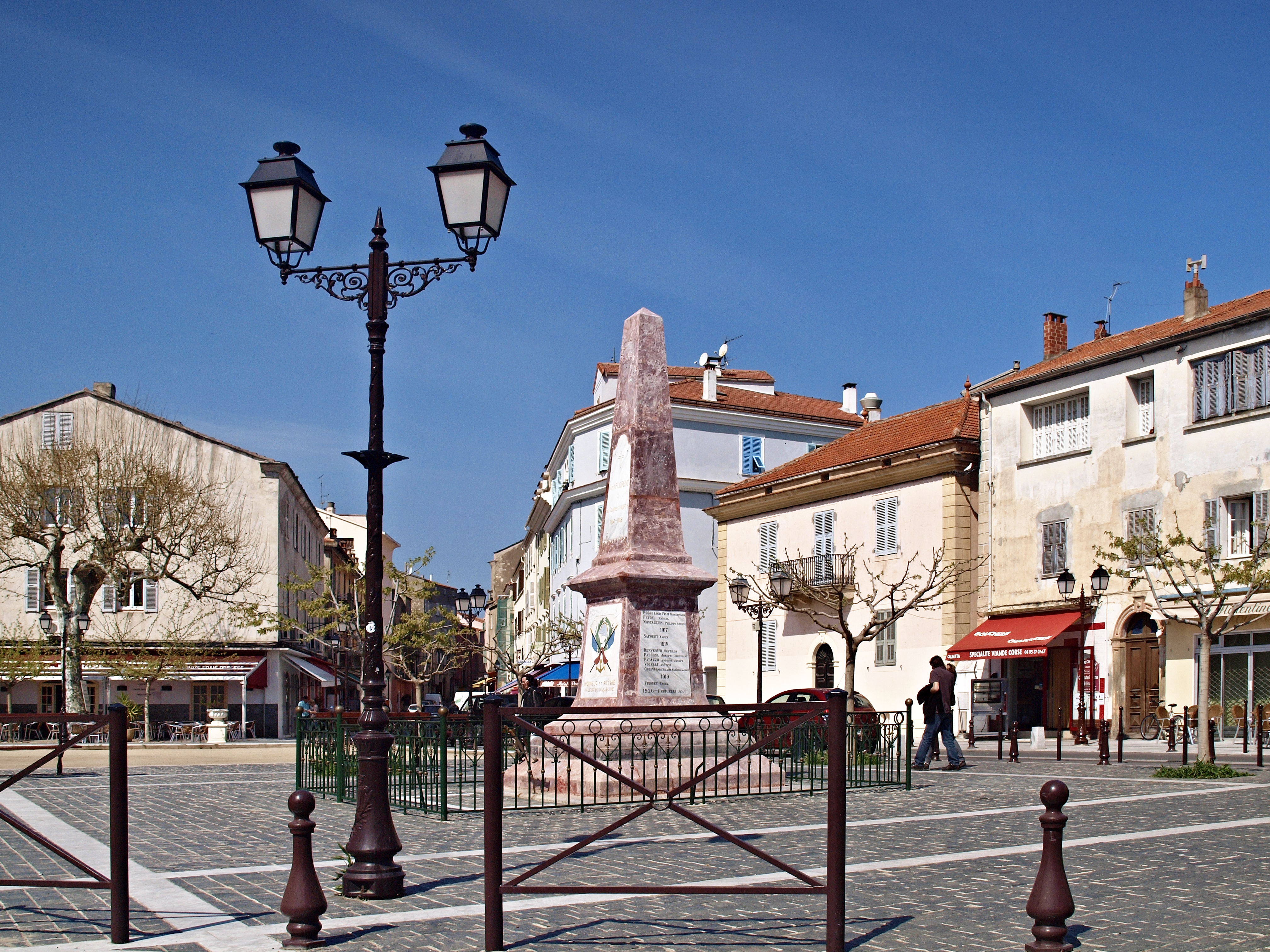
Военный монумент